# Birkfeld
Birkfeld é um município da Áustria, situado no distrito de Weiz, no estado da Estíria. Tem 89,78 km² de área e sua população em 2019 foi estimada em 4.969 habitantes.